# Ovella cartera

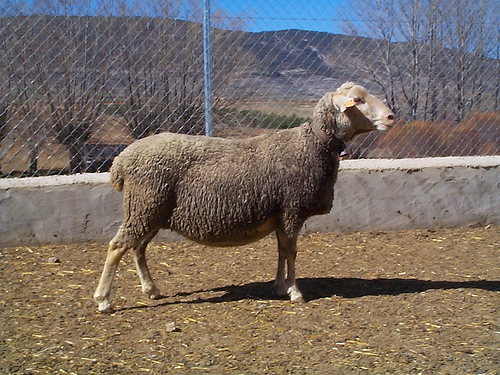
Ovella cartera femella.

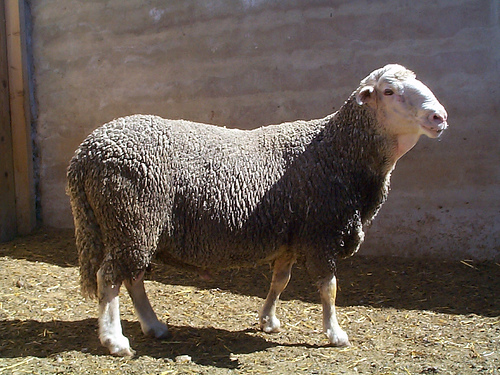
Ovella cartera mascle.

L'ovella cartera és una raça d'ovella autòctona de les serres del Maestrat al País Valencià. S'estén pel Maestrat i per les serres de Terol.
La raça Cartera és un exemple de nucli oví autòcton conservat en el seu particular entorn ecològic. Pertany al conjunt de races de llana entrefina, és la clàssica expressió d'una raça geogràfica o raça població que es manté amb certa superioritat sobre les altres dins del medi en què viu, sense més directrius de cria que l'afició i preferència dels seus criadors, per als quals, dins de la seua experiència, és la de major rendibilitat. A aquesta definició s'hauria d'afegir que és una raça estacional, que suporta els rigors de la muntanya i la bonança de la vall o plana de la costa mediterrània.

## Descripció
És una ovella blanca, d'aspecte amerinat i amb major corpulència i compacitat que les explotades a la zona. Amb l'edat va perdent llana i ofereix un aspecte més proper a la raça rasa aragonesa. En realitat, es tracta d'una raça obtinguda mitjançant l'encreuament realitzat, a mitjans del segle xx, de marrans merins sobre ovelles de raça rasa aragonesa, el creuament no va arribar a l'absorció, sinó que els mestissos es van barrejar entre si i van donar lloc a un animal blanc, de major producció càrnia i de velló més extens i dens, de fibra més fina i ondulada, que a més de suposar un major pes de llana, es defensa millor dels rigors hivernals de les serres del Maestrat.

## Explotació
La raça cartera està adscrita al model d'explotació extensiu. Pasta sempre que les condicions atmosfèriques no ho impedeixen i aprofita al màxim els recursos naturals i els residus agrícoles.
La transhumància ha estat sempre un bon recurs per a la raça cartera, encara que hui està en franca regressió tot i que encara hi ha ramats que la practiquen, baixant a l'hivern cap a l'horta de Tarragona, València i Castelló o aprofitant pastures baixes de terres properes.
La raça cartera és una raça de doble aptitud carn-llana, encara que només se li presta atenció a la producció de carn perquè el valor de la llana actualment està molt devaluat. La importància de la llana la mantenen el bestiar que a l'hivern romanen en la serra, principalment per suportar millor els rigors de l'hivern.